# Annemieke Vermeulen
Annemieke Vermeulen (Apeldoorn, 15 augustus 1964) is een Nederlands kunsthistorica, bestuurster en voormalig politica. 

## Maatschappelijke loopbaan
Vermeulen bracht haar jeugd door in Apeldoorn, was leerling aan de Koninklijke Scholengemeenschap en ging vervolgens vanwege haar studie op achttienjarige leeftijd in Amsterdam wonen. Ze studeerde daar kunstgeschiedenis en archeologie aan de Vrije Universiteit Amsterdam. Omdat zowel gebouw als wijze van onderricht haar niet aanstonden, zette ze na het behalen van de propedeuse haar studie voort aan de Rijksuniversiteit Leiden en studeerde daar in 1990 af. Ze werkte vervolgens bij een veilinghuis in Amsterdam, waar ze de waarde moest taxeren van spullen die mensen ter veiling aanboden, en waar ze werkzaamheden op communicatief gebied verrichtte.

## Politieke loopbaan
Ze verhuisde naar Alphen-Chaam in Noord-Brabant, waar ze zich in de plaatselijke politiek begaf. In 1996 werd ze verkozen in de gemeenteraad en nam ze de enige zetel voor de VVD in. Na de volgende gemeenteraadsverkiezingen werd ze in 1999 wethouder. Omdat ze het niet goed kon vinden met de andere wethouder en een - niet aangenomen - motie van wantrouwen te verduren kreeg, legde ze in 2001 haar wethouderschap neer en werd weer raadslid.
Haar wens om burgemeester te worden, ging in vervulling toen ze op 1 oktober 2004 aantrad als burgemeester van Millingen aan de Rijn. Vermeulen onderscheidde zich in deze in het Rijk van Nijmegen gelegen Gelderse gemeente met het optuigen van samenwerkingsverbanden met allerlei organisaties in de omgeving. Zo wist zij gedaan te krijgen dat het ambtelijk apparaat werd ondergebracht bij naastgelegen gemeente Groesbeek. Deze inzet bleek goed aan te sluiten bij de sollicitatievereisten voor de opengevallen plek van het burgemeesterschap van Leusden, waar ze enkele jaren later met succes naar solliciteerde. Vanaf juli 2009 was ze burgermoeder van deze Utrechtse gemeente.
In het najaar van 2016 droeg de gemeenteraad van Zutphen haar voor als nieuwe burgemeester. Op 23 december 2016 volgde zij Arnold Gerritsen op die in februari 2016 met pensioen was gegaan. In 2019 kreeg zij daar veel kritiek en overleefde nipt een motie van treurnis. Het al dan niet verplaatsen van de kermis,  financiële schuldenlast en de uitvoering van haar rol als verbinder tussen wethouders en raad waren daar oorzaak van. Ze overleefde de motie wel. In mei 2022 geeft ze aan dat ze haar ambtstermijn wel wil verlengen met zes jaar.  Zij zag daar vanaf toen bleek dat de gemeenteraad vond dat ze niet meer paste in het profiel van de raad. Dat gebeurde ‘na een interne heroverweging’. Vermeulen voelde zich door deze koerswijziging ‘overvallen’, omdat hierover volgens haar ‘geen open dialoog’ met de gemeenteraad is geweest, zei ze bij haar vertrek. Op 1 februari 2023 werd Wimar Jaeger waarnemend burgemeester van Zutphen.

## Loopbaan na de politiek
Vermeulen is lid van de scoutingscommissie van de VVD Oost. Per 1 september 2024 werd Vermeulen directeur van de stichting Utrecht Universiteitsfonds en hoofd Relatiemanagement van de Universiteit Utrecht. Sinds 1 juli 2024 is zij lid van de raad van toezicht van de Stichting Nationale Jeugdorkesten Nederland (NJON). Daarnaast is zij voorzitter van de raad van toezicht van de Stichting Rietveldpaviljoen Amersfoort en lid van de raad van toezicht van de Stichting Omroep Muziek.

## Privé
Vermeulen was gehuwd en heeft twee kinderen.